# Орбіталь гаусового типу
Орбіталь гаусового типу (GTO) (англ. Gaussian type orbital (GTO)) — центрована на атомі експоненційна функція, застосовувана в квантовохімічних розрахунках. В декартових координатах (із {\displaystyle r^{2}=x^{2}+y^{2}+z^{2}}) вона може мати вигляд:
{\displaystyle \chi (\alpha ,r)=Nx^{i}y^{j}z^{k}\exp(-\alpha r^{2}),}
де {\displaystyle i,j,k} — додатні цілі числа або нуль, {\displaystyle \alpha } — числовий параметр, орбітальна експонента. Опис оболонок {\displaystyle s,p,d} типу отримують, коли {\displaystyle i+j+k=0,1,2} відповідно.
GTO запропонував Френк Бойс у 1950 році, з того часу увійшли у жаргон квантової хімії як примітивні гаусові функції (англ. Gaussian primitive), та стали одним з основних інструментів обчислень у теоретичній хімії. Поділяються на декартові GTO та сферичні GTO.
З фізичної точки зору GTO менш підходять на роль базисних функцій, ніж STO, тому що вони менш подібні до власних значень атома з одним електроном, але вони більш зручні для швидких наближених обчислень.
Головна властивість GTO — квадратична залежність від r в експоненті, що притаманно гаусовій функції. Точні атомні орбіталі водню містять подібну експоненту із r в першому ступені; в багатоелектронних атомах залежність така сама (див. орбіталь Слейтера). Тож окремо взята одна GTO є дуже поганим наближенням до атомної орбіталі. Лінійною комбінацією кількох GTO з однаковими значеннями i, j, k та різними значеннями експонент α можна отримати краще наближення. Таке комбінування називається контрактацією. Більшість сучасних базисних наборів є контрактованими.
Добуток двох гаусових функцій, центрованих в різних точках простору, є знов-таки гаусовою функцією, центрованою на лінії, що з'єднує ці точки. Тому обчислення молекулярних інтегралів у неемпіричних методах при застосуванні GTO здійснюється за замкненими формулами. Це набагато ефективніше, ніж числове інтегрування при застосуванні орбіталей Слейтера.